# Hadrian Reland
Hadrian Reland (né le 17 juillet 1676 à De Rijp et mort le 5 février 1718 à Utrecht) est un savant et philologue des Provinces-Unies du début du XVIIIe siècle. Son nom était latinisé en Hadrianus Relandus et se trouve aussi sous les formes néerlandaises de Adriaan Reland ou Reelant.

## Biographie
Fils d'un pasteur protestant, Johannes Reland, Adrien naît en 1676 dans le petit village De Rijp en Hollande. Son frère Pierre Reland, avocat, pensionnaire de la ville de Harlem, a laissé un ouvrage édité et augmenté par Adrien après sa mort en 1715 : Fasti consulares ad illustrationem codicis Justinianei et Theodosiani secundum rationes temporum digesti, Utrecht, 1715, in-8°.
Reland commence ses études à l'université d'Utrecht en 1693 ; après l'obtention de son doctorat, il s'installe à Leyde où il devient précepteur.
En 1699, il exerce tout d'abord comme professeur de philosophie à l'université de Harderwijk, puis comme professeur de langues orientales à l'université d'Utrecht à partir de 1701. À compter de 1713, il enseigne l'hébreu et les antiquités hébraïques.
Savant éclectique, ses œuvres Antiquitates veterum sacrae Hebraeorum (1708) et Palæstina ex monumentis illustrata veteribus (1714) sont une étude de la géographie de la Palestine biblique, mais ses sujets d'études couvrent un domaine beaucoup plus large et concernent surtout l'étude comparative des langues.
Il est le premier à avoir émis l'hypothèse de l'existence d'une famille de langues malayo-polynésiennes en 1706, dans un opuscule intitulé Dissertatio de linguis insularum quarundam orientalum, sur la base de données du philippin, de l'indonésien, du malgache et du futunien avec les vocabulaires de l'Océanie obtenus lors des voyages de Willem Schouten et Jacob Le Maire en 1616.
Bien que ses travaux linguistiques aient aujourd'hui perdu une grande part de leur pertinence, le fait même qu'il y ait prêté attention alors même que personne ne s'en souciait est en soi un élément remarquable.
Outre ses recherches linguistiques, il est également connu pour son étude de l'islam intitulée La Religion des Mahométans et ses travaux cartographiques, en particulier la Palestine d'après les vieilles cartes et les vieilles chartes géographiques.. déjà cité. Il avait été envoyé en 1695, en voyage d’études en Palestine pour recenser plus de 2 500 lieux (villes et villages) apparaissant dans les textes bibliques juifs et chrétiens dans leur appellation originelle,. L'ouvrage contient quinze planches gravées, onze cartes et « recueille tous les renseignements géographiques que les Anciens avaient transmis sur la Terre sainte […] c'est plutôt une compilation qu'une description raisonnée; cependant il faut convenir que l'auteur a tiré le meilleur parti possible des documents qui étaient à sa disposition […] ». À chaque fois, Reelant mentionne le nom hébraïque tel qu’il apparaît dans le texte et le verset exact auquel il se réfère. Il y fait également figurer son équivalent en latin-romain ou grec ancien,. Jean-Christophe Harenberg a donné dans le tome V des Miscellanea lipsiensia nova quatre suppléments à la Palestina.

## Œuvres
- (la) Galatea lusus poëticus, Amsterdam, 1701, in-8°

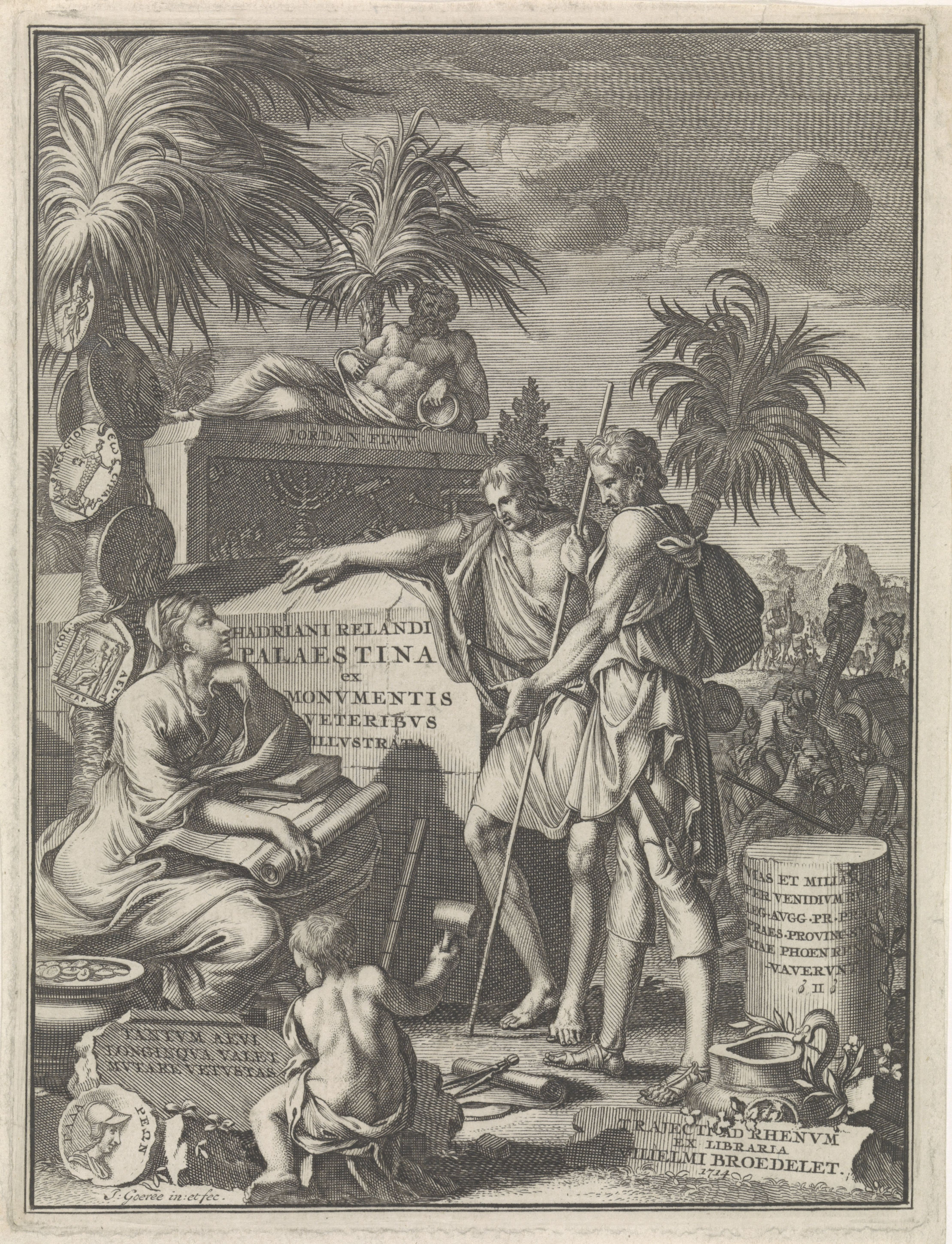
Adrien Reland, Palaestina ex monumentis veteribus illustrata, Illustration du titre, 1714.

- (la) Analecta rabbinica, Utrecht, 1702, in-8°, recueil de plusieurs traités d'autres auteurs
- (la) Hadriani Relandi Dissertationum Miscellanearum pars tertia et ultima (Dissertatio de linguis Insularum quarundam Orientalium), 1706.
- (la) Adriaan Reelant, De religione mohammedica, Editio Altera Auctior (1re éd. 1705), 320 p. (lire en ligne).
  - (en) traduite en anglais, 1712
  - (fr) traduite en français par David Durand sous le titre La Religion des Mahométans, exposée par leur propres docteurs, La Haye, 1721 (en ligne sur Google livres).
  - (la) seconde édition 1717.
- (la) Adriaan Reelant, Palaestina ex monumentis veteribus illustrata (2 volumes), vol. I, ex libraria Guilielmi Broedelet, 1714, 1068 p. (présentation en ligne, lire en ligne)
- (la) Adriaan Reelant, Palaestina ex monumentis veteribus illustrata (2 volumes), vol. II, ex libraria Guilielmi Broedelet, 1714, 1068 p. (présentation en ligne, lire en ligne)